# 1954 en arts plastiques
| Années des arts plastiques : 1951 - 1952 - 1953 - 1954 - 1955 - 1956 - 1957    |
| Décennies des arts plastiques : 1920 - 1930 - 1940 - 1950 - 1960 - 1970 - 1980 |

Cette page concerne l'année 1954 en arts plastiques.

## Œuvres
- Grand nu orange, huile sur toile de Nicolas de Staël

## Événements
- Arrivée à Paris du peintre hongrois Georges Feher (1929-).

## Naissances
- 12 février : Antonius Willems sculpteur et peintre néerlandais,
- 12 mars : Anish Kapoor, plasticien contemporain (principalement sculpteur) britannique d'origine indienne,
- 13 avril : Ricardo Cavallo, peintre français né en Argentine,
- 27 juillet : Erwin Wurm, peintre autrichien,
- 7 août : Lulu Larsen, dessinateur, peintre, graphiste et vidéaste français († 22 août 2016),
- 16 novembre : Thomas Schütte, peintre et dessinateur allemand,
- ? : 
  - Milija Belic, peintre, sculpteur et théoricien de l'art serbe.
  - Shao Fei, artiste peintre chinoise.

## Décès
- 20 janvier : Henri Pailler, peintre français (° 3 juin 1876),
- 1er février : Arduino Colato, peintre et dessinateur italien (° 17 novembre 1880),
- 9 février : Constantin Artachino, peintre roumain d'origine kurde (° 7 novembre 1870),
- 13 février : Anto Carte, peintre belge (° 8 décembre 1886),
- 14 février : Aimé Barraud, peintre suisse (° 14 mars 1902),
- 21 février : Augustin Lesage, peintre français (° 9 août 1876),
- 28 février : Gaston Durel, peintre orientaliste et décorateur français (° 18 février 1879),
- 4 mars : Louis Huvey, peintre, lithographe et affichiste français (° 4 juin 1868),
- 13 mars : César Klein, peintre, graphiste et scénographe allemand (° 14 septembre 1876),
- 26 mars :
  - Auguste Leroux, peintre et illustrateur français (° 14 avril 1871),
  - Louis-Joseph Soulas, peintre et graveur français (° 1er septembre 1905),
- 29 mars : Lilian Davidson,  peintre paysagiste et portraitiste, enseignante, et écrivaine irlandaise (° 26 janvier 1879),
- 17 avril : Vadim Chernoff, peintre russe, soviétique puis américain (° 24 octobre 1887),
- 19 avril : Ferdinand Raffin, peintre et illustrateur français (° 24 janvier 1877),
- 20 avril : Édouard Doigneau, peintre français (° 27 septembre 1865),
- 5 mai :
  - Elisée Cavaillon, sculpteur et peintre français (° 8 mars 1873),
  - Henri Laurens, sculpteur, peintre, dessinateur et graveur cubiste français (° 18 février 1885),
- 9 mai : Giovanni Guarlotti, peintre italien (° 19 novembre 1869),
- 22 mai : Simon Bussy, peintre et pastelliste français (° 30 juin 1870),
- 25 mai : Anatole Devarenne, peintre et écrivain français (° 25 juillet 1880),
- 26 mai : Paul Rue, peintre paysagiste français (° 8 octobre 1866),
- 27 mai : Dmitri Koloupaïev, peintre, chef décorateur et directeur artistique russe puis soviétique (° 20 octobre 1883),
- 9 juin : Abel Gerbaud, peintre français (° 26 décembre 1888),
- 16 juin : Paul Welsch, peintre et graveur français (° 26 juillet 1889),
- 17 juin :
  - Jeanne Forain, peintre et sculptrice française (° 25 janvier 1865),
  - To Ngoc Van, peintre vietnamien  (° 15 décembre 1906 ou 15 décembre 1908),
- 19 juin : Martin Bloch, peintre anglo-allemand (° 16 novembre 1883),
- 20 juin : Josef Fanta, architecte, sculpteur et peintre austro-hongrois puis tchécoslovaque (° 7 décembre 1856),
- 1er juillet : Paul Térade, architecte et peintre français (° 9 octobre 1869),
- 7 juillet : Edmond Dyonnet, peintre français naturalisé canadien (° 25 juin 1859),
- 13 juillet : Frida Khalo, peintre mexicaine (° 6 juillet 1907),
- 16 juillet : Attilio Mussino, auteur de bande dessinée, illustrateur et peintre italien (° 25 janvier 1878),
- 20 juillet : Adrien Voisard-Margerie, peintre français (° 28 avril 1867),
- 31 juillet : Edgard Maxence, peintre symboliste français (° 17 septembre 1871),
- 3 août : Abel Bertram, peintre français (° 9 septembre 1871),
- 11 août : Raymond Jean Verdun, peintre paysagiste français (° 10 mars 1873),
- 8 septembre : André Derain, peintre français (° 10 juin 1880),
- 11 septembre : Louise Hervieu, peintre, dessinatrice et lithographe française (° 26 octobre 1878),
- 18 septembre :
  - Armando Reverón, peintre vénézuélien (° 10 mai 1889),
  - Fausto Vagnetti, peintre italien (° 24 mars 1876),
- 24 septembre : Gustavs Šķilters, sculpteur letton (° 15 novembre 1874),
- 27 septembre : John Buckland Wright, graveur néo-zélandais (° 3 décembre 1897),
- 30 septembre : Boleslas Biegas, peintre, sculpteur symboliste, écrivain et auteur dramatique franco-polonais (° 29 mars 1877),
- 10 octobre : Camille Boiry, peintre français (° 6 janvier 1871),
- 13 octobre : Jeanne Bardey, sculptrice, graveuse et peintre française (° 12 avril 1872),
- 23 octobre : Paul Hannaux, peintre, illustrateur et architecte d'intérieur français (° 15 septembre 1897),
- 29 octobre : Gabriel Venet, peintre français (° 31 juillet 1884),
- 1er novembre : Charles-Henry Bizard, peintre français (° 14 novembre 1887),
- 3 novembre : Henri Matisse, peintre français (° 31 décembre 1869),
- 8 novembre : Alberto Martini, peintre, graveur et illustrateur italien (° 24 novembre 1876),
- 11 novembre : Maurice Barraud, peintre et illustrateur suisse (° 20 février 1889),
- 5 décembre : Solomon Ioudovine, graphiste, peintre, graveur, photographe, illustrateur et ethnographe russe puis soviétique (° 27 octobre 1892),
- 6 décembre :
  - Paul de Pidoll, peintre, xylographe et illustrateur de livres luxembourgeois (° 3 avril 1882),
  - Anthony Thieme, peintre et graveur néerlandais naturalisé américain (° 20 février 1888),
- 9 décembre : Georges Hillaireau, peintre et dessinateur français (° 25 juillet 1884),
- 15 décembre : Jacques Gachot, peintre français (° 1er novembre 1885),
- 16 décembre : Paul Marie Vigoureux, peintre et graveur français (° 8 mai 1876),
- 23 décembre :
  - Valér Ferenczy, peintre et illustrateur hongrois et roumain (° 22 novembre 1885),
  - Jean Frélaut, peintre, graveur et illustrateur français (° 17 juillet 1879),
- 29 décembre : Ivan Goriouchkine-Sorokopoudov, peintre, graphiste et professeur de peinture russe puis soviétique (° 5 novembre 1873),
- ? :
  - Célestine Aboulker, peintre et femme de lettres française (° 26 décembre 1874),
  - Jeanne Bosc, peintre et sculptrice française (° 1865),
  - Henriette Brossin de Polanska, peintre suisse (° 14 juillet 1878),
  - Roland Coudon, peintre, dessinateur, graveur, illustrateur et affichiste de cinéma français (° 1897),
  - Constantin Font, peintre, sculpteur et graveur français (° 11 janvier 1890),
  - Mihri Müşfik Hanım, princesse abkhaze et peintre turque (° 26 février 1886).